# Amberg
Amberg er en by i den tyske delstat Bayern, i det sydlige Tyskland. Byen har et areal på 50,04 km², og har 44.456 indbyggere (2006).

## Galleri
- Fontænen på markedspladsen
- Basilika St. Martin

- Wikimedia Commons har flere filer relateret til Amberg